# Medalla de la Guerra 1939-1945
La Medalla de Guerra 1939–1945 (angles: War Medal 1939–1945) és una medalla de campanya que va ser instituïda pel Regne Unit el 16 d'agost de 1945, per atorgar-se als ciutadans de la Commonwealth britànica que havien servit a temps complet a les Forces Armades o a la Marina Mercant durant almenys 28 dies entre 3 de setembre de 1939 i 2 de setembre de 1945.

## Institució
La Segona Guerra Mundial va durar a Europa del 3 de setembre de 1939 al 8 de maig de 1945, mentre que al Teatre del Pacífic va continuar fins al 2 de setembre de 1945. La Medalla de Guerra 1939–1945 va ser instituïda pel Regne Unit el 16 d'agost de 1945 i va ser atorgada a tot el personal a temps complet de les forces armades i de la Marina Mercant per haver prestat servei durant 28 dies, independentment del lloc on estiguessin prestant serveis, entre el 3 de setembre de 1939 i el 2 de setembre de 1945, inclosos, durant tota la durada de la Segona Guerra Mundial. A la Marina Mercant, els 28 dies s'havien d'haver complert a qualsevol lloc del mar.

## Criteris d'adjudicació
El requisit de qualificació per a l'atorgament de la Medalla de Guerra 1939–1945 a personal militar a temps complet era de 28 dies de servei, allà on es prestés. El servei qualificat a la Marina Mercant va ser de 28 dies de servei a qualsevol lloc del mar durant el període de qualificació. Els ciutadans estrangers encarregats o allistats a les Forces Britàniques, que no van rebre un premi similar a la Medalla de Guerra 1939–1945 dels seus propis governs, també eren elegibles per optar a l'atorgament d'aquesta medalla.
Els membres pagats a temps complet de les forces colonials i d'altres militars especialment aprovades, la policia militaritzada o els cossos civils militaritzats que eren elegibles per qualificar per a les estrelles de campanya, també eren elegibles per qualificar-se per 28 dies de servei durant el període de qualificació establert per a la força. afectat, de la manera següent:
- Policia armada d'Aden del 3 de febrer de 1939 al 2 de setembre de 1945.
- Força de defensa britànica d'Hondures del 3 de setembre de 1939 al 3 de desembre de 1939.
- Policia de la Guaiana Britànica, excloent els que van deixar de pertànyer a la Força per motius diferents de la mort, la malaltia o l'edat, del 3 de setembre de 1939 al 14 de juliol de 1945.
- Banda militar de la Guaiana Britànica del 29 d'abril de 1942 al 8 de maig de 1945.
- Cos policial de Xipre emprat al servei militar a temps complet del 10 de juny de 1940 al 12 de juny de 1941.
- Força de Voluntaris de Xipre del 2 de juny de 1941 al 2 de setembre de 1945.
- Cos policial de Gàmbia del 5 de juliol de 1940 al 17 d'agost de 1940.
- Transport per aigües interiors de l'exèrcit gambià al SS Munshi del 21 de juliol de 1942 al 31 de maig de 1944.
- Força de Defensa de Gibraltar del 3 de setembre de 1939 al 2 de setembre de 1945.
- Policia de seguretat de Gibraltar del 3 de setembre de 1939 al 2 de setembre de 1945.
- Cos policial de Nigèria del 23 de juliol de 1940 al 8 de maig de 1945.
- Policia de Palestina del 27 de maig de 1942 al 8 de maig de 1945.
- Força de Defensa del Sudan per al servei permanent a temps complet a qualsevol part del Sudan del 3 de setembre de 1939 al 8 de maig de 1945.
- Cos de policia de Trinitat del 3 de setembre de 1939 al 2 de setembre de 1945.
- Cos policial de Zanzíbar del 3 de setembre de 1939 al 2 de setembre de 1945.

La qualificació per a les categories especialment aprovades de civils uniformats que eren elegibles per optar a Estrelles de Campanya era de 28 dies de servei a l'àrea d'un comandament operatiu de l'exèrcit a l'estranger, o a l'estranger des o fora del país de residència en zones no operatives subjectes a l'enemic. atac aeri o estretament amenaçat. El servei al Regne Unit o al territori de residència, excepte en una àrea operativa de l'exèrcit, no era una qualificació per a aquestes categories.
La medalla es va atorgar al personal el període de servei requerit va acabar prematurament per mort, discapacitat a causa del servei o captura com a presoner de guerra i el servei el va qualificar per a una de les estrelles de la campanya de la Segona Guerra Mundial. El personal que havia rebut una de les estrelles per un servei de menys de 28 dies també va rebre la Medalla de Guerra 1939–1945.

## Descripció
La Medalla de Guerra 1939–1945 és un disc de 36 mil·límetres (1,42 polzades) de diàmetre. El tirant de la barra recta no giratòria s'uneix a la medalla amb un suport d'urpa d'un sol dit i un passador a través de la vora superior de la medalla. Les medalles d'emissió britànica van ser encunyades en cuproníquel, mentre que les concedides al Canadà (uns 700.000) van ser encunyades en plata. La medalla de vegades es coneix incorrectament com la "Medalla de la Victòria" de la Segona Guerra Mundial.
Anvers
L'anvers mostra l'efígie coronada del rei Jordi VI, mirant a l'esquerra i signada "PM", les inicials del dissenyador Percy Metcalfe, sota el coll truncat de l'efígie. Al voltant del perímetre hi ha la llegenda "GEORGIVS VI D:G:BR:OMN:REX ET INDIAE IMP:".
Revés
El revers mostra un lleó dempeus sobre el cos d'un drac de dos caps. Els caps del drac són els d'una àguila i un drac, per significar els principals enemics occidentals i orientals durant la Segona Guerra Mundial. A la part superior, just a la dreta del centre hi ha els anys "1939" i "1945" en dues línies. Les inicials "ECRP" del dissenyador Edward Carter Preston es troben a prop de la vora a la posició de les nou. Preston també va dissenyar la placa commemorativa de bronze que es va presentar als familiars més propers dels soldats i dones britànics que van caure durant la Primera Guerra Mundial.
Nom
El Comitè d'Honors Britànic va decidir que les medalles de campanya de la Segona Guerra Mundial concedides a les forces britàniques serien emeses sense nom una pràctica seguida per tots els països de la Commonwealth britànica menys tres. El nom del destinatari va quedar gravat a la vora de la medalla atorgada a indis, sud-africans i, després d'una campanya liderada per organitzacions veteranes, per Austràlia A més, els concedits al personal de la Royal Canadian Mounted Police que només va servir a la RCMPV St. Roch.i de la marina mercant canadenca van ser nomenats. En el cas dels indis, el número de la força del destinatari, el rang, les inicials, el cognom i el braç o cos de servei, i en el cas dels sud-africans i australians, el número de la força, les inicials i el cognom, es van imprimir a la vora en majúscules.
Cinta
La cinta fa 32 mil·límetres d'amplada, amb una banda vermella de 6½ mil·límetres d'amplada, una banda blava de 6½ mil·límetres d'amplada i una banda blanca de 2 mil·límetres d'amplada, repetida en ordre invers i separada per una banda vermella de 2 mil·límetres d'amplada. Els colors són els de la Union Jack britànica.
Les cintes per a la Medalla de Guerra, així com les de les Estrelles de la Campanya de la Segona Guerra Mundial, amb l'excepció de l'Estrella de l'Àrtic, van ser ideades pel rei Jordi VI
Emblemes

Menció als Despatxos

A la cinta es porta un emblema de fulla de roure de bronze per significar una menció als despatxos, una menció del rei per la conducta valerosa o una menció del rei per un servei valuós a l'aire.

## Orde de lluïment
L'ordre de lluïment de les estrelles de la campanya de la Segona Guerra Mundial estava determinat per les dates d'inici de la campanya respectives i per la durada de la campanya. Aquesta és l'ordre que s'utilitza, fins i tot quan un destinatari qualificat per a ells en un ordre diferent. La Medalla de la Defensa i la Medalla de Guerra es porten després de les estrelles. La medalla del servei voluntari canadenc es porta després de la medalla de la Defensa i abans de la medalla de Guerra, amb altres medalles de guerra de la Commonwealth que s'utilitzen després de la medalla de guerra.
- L'Estrella de 1939-45, del 3 de setembre de 1939 al 2 de setembre de 1945, tota la durada de la Segona Guerra Mundial.[16]
- L'Estrella de l'Atlàntic, del 3 de setembre de 1939 al 8 de maig de 1945, la durada de la batalla de l'Atlàntic i la Guerra d'Europa.[17]
- L'Estrella de l'Àrtic, del 3 de setembre de 1939 al 8 de maig de 1945, la durada dels combois àrtics i la guerra a Europa.[18]
- L'Estrella de les Tripulacions Aèries d'Europa, del 3 de setembre de 1939 al 5 de juny de 1944, període fins al dia D menys un.[19]
- L'Estrella d'Àfrica, del 10 de juny de 1940 al 12 de maig de 1943, durada de la campanya del nord d'Àfrica.[20]
- L'Estrella del Pacífic, del 8 de desembre de 1941 al 2 de setembre de 1945, la durada de la Guerra del Pacífic.[21]
- L'Estrella de Birmània, de l'11 de desembre de 1941 al 2 de setembre de 1945, la durada de la Campanya de Birmània.[22]
- L'Estrella d'Itàlia, de l'11 de juny de 1943 al 8 de maig de 1945, la durada de la campanya italiana.[23]
- L'Estrella de França i Alemanya, del 6 de juny de 1944 al 8 de maig de 1945, durada de la campanya del nord-oest d'Europa.[24]
- La Medalla de la Defensa, del 3 de setembre de 1939 al 8 de maig de 1945 (2 de setembre de 1945 per a aquells que serveixen a l'Extrem Orient i al Pacífic),[25] the duration of the Second World War.[26]
- La Medalla de la Guerra 1939-1945, del 3 de setembre de 1939 al 2 de setembre de 1945, tota la durada de la Segona Guerra Mundial.[3]

La Medalla del Servei Voluntari del Canadà i la Medalla del Servei de Voluntaris de Terranova es van portar després de la Medalla de Defensa i abans de la Medalla de Guerra, i les altres medalles de guerra de la Commonwealth es van portar després de la Medalla de Guerra.

### Sud-àfrica
El 6 d'abril de 1952, la Unió de Sud-àfrica va instituir la seva pròpia gamma de condecoracions i medalles militars. Aquests nous premis es van portar abans de totes les condecoracions i medalles britàniques anteriors concedides als sud-africans, amb l'excepció de la Creu Victòria, que encara tenia prioritat abans de tots els altres premis. De les medalles de campanya britàniques aplicables als sud-africans, la Medalla de guerra 1939–1945 té prioritat, tal com es mostra.
- Precedida per la Medalla de la Defensa.
- Succeïda per la Medalla del Servei d'Àfrica.